# Mario Aurelio Poli
Mario Aurelio Poli (ur. 29 listopada 1947 w Buenos Aires) – argentyński duchowny rzymskokatolicki, doktor nauk teologicznych, biskup pomocniczy Buenos Aires w latach 2002–2008, biskup diecezjalny Santa Rosa w latach 2008–2013, arcybiskup metropolita Buenos Aires i prymas Argentyny w latach 2013–2023, ordynariusz wiernych obrządku wschodniego w Argentynie w latach 2013–2023, kardynał prezbiter od 2014, zastępca przewodniczącego Konferencji Episkopatu Argentyny w latach 2014–2021, od 2023 arcybiskup senior archidiecezji Buenos Aires.

## Życiorys
Święcenia kapłańskie otrzymał 25 listopada 1978 z rąk arcybiskupa Buenos Aires, kardynała Juana Carlosa Aramburu. Inkardynowany do tejże archidiecezji, był początkowo wikariuszem parafii św. Kajetana, zaś w 1980 został przełożonym miejscowego seminarium (w późniejszych latach pracował w nim jako ekonom i prefekt studiów). W tym samym roku rozpoczął wykłady z historii Kościoła na Papieskim Uniwersytecie Katolickim Argentyny. W 1992 został dyrektorem Instytutu Powołaniowego działającego przy archidiecezjalnym seminarium.

### Episkopat
8 lutego 2002 papież Jan Paweł II mianował go biskupem pomocniczym archidiecezji Buenos Aires, ze stolicą tytularną Abidda. Sakry biskupiej udzielił mu 20 kwietnia 2002 ówczesny arcybiskup Buenos Aires – kard. Jorge Bergoglio.
24 czerwca 2008 został mianowany biskupem diecezji Santa Rosa. Kanoniczne objęcie urzędu nastąpiło 30 sierpnia 2008.
28 marca 2013 papież Franciszek mianował go arcybiskupem Buenos Aires. Ingres odbył się 20 kwietnia 2013. 4 maja 2013 otrzymał ponadto nominację na ordynariusza argentyńskich wiernych obrządków wschodnich. Paliusz otrzymał z rąk papieża Franciszka w dniu 29 czerwca 2013.
12 stycznia 2014 podczas modlitwy Anioł Pański papież Franciszek ogłosił jego nominację kardynalską. Na konsystorzu 22 lutego 2014 został kreowany kardynałem prezbiterem.
11 listopada 2014 został wybrany zastępcą przewodniczącego Konferencji Episkopatu Argentyny. Funkcję tę pełnił do 9 listopada 2021.
26 maja 2023 papież Franciszek przyjął jego rezygnację z urzędu arcybiskupa metropolity Buenos Aires, zaś 28 listopada tegoż roku zwolnił go z obowiązków ordynariusza wiernych obrządków wschodnich w Argentynie. Brał udział w konklawe 2025, które wybrało papieża Leona XIV.